# Зимник (Пеновский район)
Зимник — поселок в Пеновском районе Тверской области.

## География
Находится в западной части Тверской области на расстоянии приблизительно 21 км на юг по прямой от районного центра поселка Пено на правом берегу реки Жукопа.

## История
Поселок был показан на карте 1939 года как поселение с 13 дворами. До 2020 года входил в Охватское сельское поселение Пеновского района до их упразднения.

## Население
Численность населения: 1 человек (русские 100 %) 2002 году, 1 в 2010.